# East Side Story

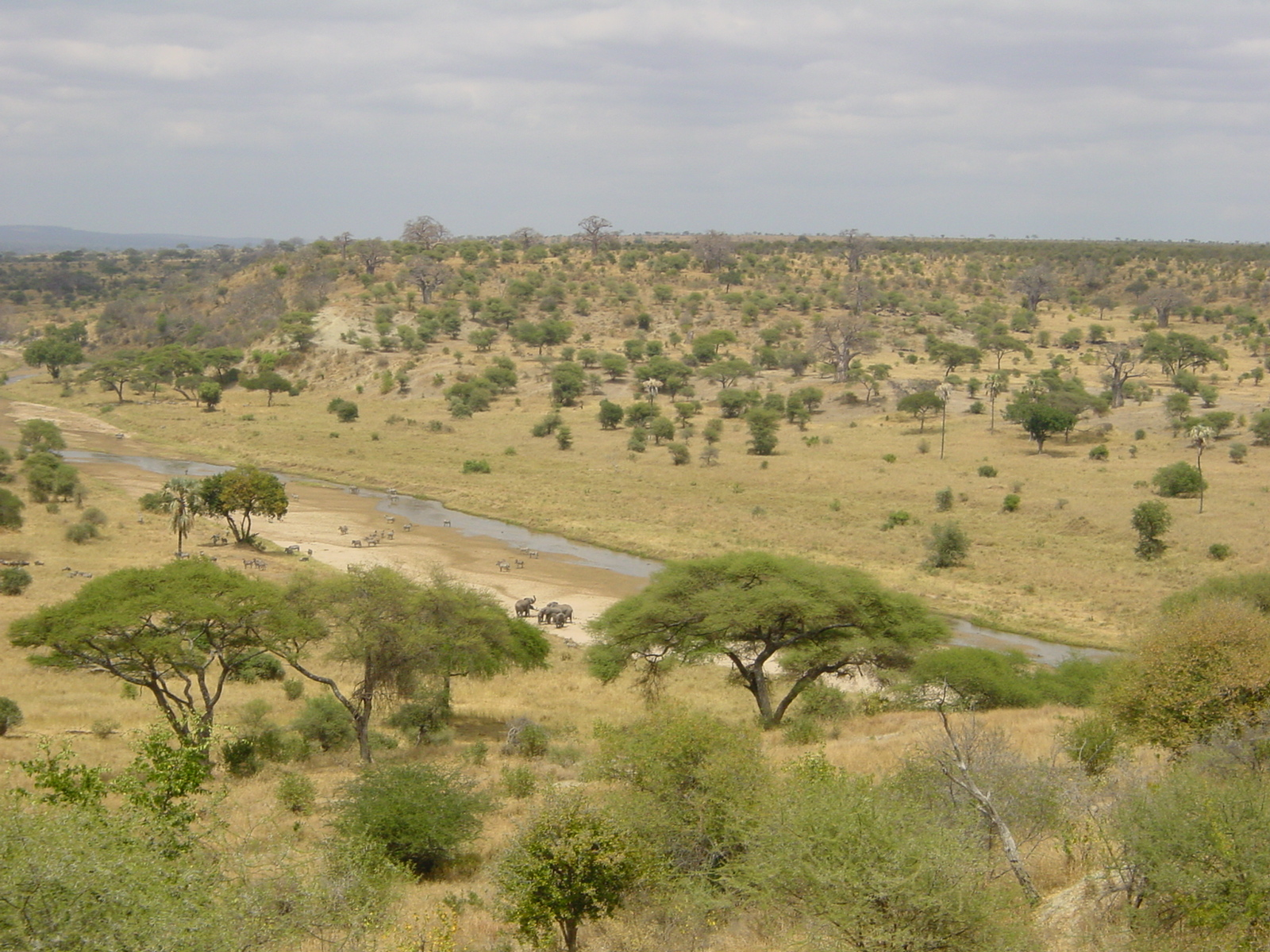
Sabana africana, el hábitat donde supuestamente se desarrollaron los primeros homínidos bípedos.

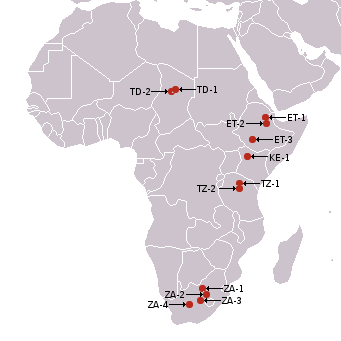
Principales localidades con homínidos antiguos del continente africano (incluida la de Lucy, descubierta en el sitio ET-1, en Hadar, en el Afar etíope). El descubrimiento de fósiles principalmente en el Gran Valle del Rift de África oriental dio origen al modelo "East Side Story", pero estos descubrimientos se explican en parte por un sesgo tafonómico: en muchas partes de África, la baja sedimentación, la cobertura forestal actual que da suelos ácidos, la erosión y otros factores han impedido su conservación.

"East Side Story" (lit., 'historia del lado este') es una hipótesis propuesta por Yves Coppens en 1994 que intenta explicar la aparición de los homínidos bípedos (Hominini). Se basa en los siguientes hechos:
- la zona oeste de África comprendida entre el océano Atlántico y el Gran Valle del Rift está poblada por ecosistemas selváticos, mientras que en la zona al este del Gran Valle del Rift hasta el océano Índico predominan los ecosistemas de sabana;
- los homínidos bípedos más antiguos se han hallado al este del Gran Valle del Rift.

Según el mencionado autor, durante el Mioceno, un gran cinturón de selva se extendía desde el Atlántico hasta el Índico. La formación del Gran Valle del Rift (finales del Mioceno) debida a procesos tectónicos (ver borde divergente), con los consiguientes cambios en el relieve, levantó grandes barreras montañosas que han actuado desde entonces como pantalla orográfica; así los vientos cargados de humedad provenientes del Atlántico no pueden superar tal pantalla y al este de la misma se reduce la precipitación. Los grandes simios se quedaron aislados en poblaciones occidentales (antepasados de gorilas y chimpancés) y poblaciones orientales; éstas debieron adaptarse al nuevo ecosistema más seco (sabana, bosque abierto), lo que las empujó a abandonar la vida arborícola para hacerse habitantes del suelo. La mejor solución para un homínido que se ve obligado a desplazarse en el suelo para buscar alimento y refugio en árboles vecinos sería el bipedismo.
La hipótesis ha sido criticada tras el hallazgo de Australopithecus bahrelghazali en el Chad, al oeste del Gran Valle del Rift, así como de restos de homínidos supuestamente bípedos no asociados a ecosistemas abiertos (Orrorin tugenensis, Sahelanthropus tchadensis, Ardipithecus).

## Sobre el nombre
East Side Story es un juego de palabras que hace referencia al título del famoso musical (y película) West Side Story, cuyo argumento —una actualización del drama de Shakespeare Romeo y Julieta— recuerda vagamente la hipótesis propuesta por Coppens. Es un ardid "académico" cada vez más frecuente: un título llamativo con objeto de mejorar el éxito y penetración de una idea.